# Pécsvárad
Pécsvárad (în germană Petschwar) este un oraș în districtul Pécsvárad, județul Baranya, Ungaria, având o populație de 3.959 de locuitori (2011).

## Demografie
Componența etnică a orașului Pécsvárad
     Maghiari (81,25%)
     Germani (15,53%)
     Romi (1,93%)
     Necunoscut (0,49%)
     Alții (0,81%)
Componența confesională a orașului Pécsvárad
     Romano-catolici (56,38%)
     Fără religie (8,99%)
     Reformați (7,05%)
     Luterani (2,3%)
     Necunoscută (24,35%)
     Alte religii (1,41%)
Conform recensământului din 2011, orașul Pécsvárad avea 3.959 de locuitori. Din punct de vedere etnic, majoritatea locuitorilor (81,25%) erau maghiari, existând și minorități de germani (15,53%) și romi (1,93%). Apartenența etnică nu este cunoscută în cazul a 0,49% din locuitori.  Din punct de vedere confesional, majoritatea locuitorilor (56,38%) erau romano-catolici, existând și minorități de persoane fără religie (8,99%), reformați (7,05%) și luterani (2,3%). Pentru 24,35% din locuitori nu este cunoscută apartenența confesională.